# Bahnhof Mannheim ARENA/Maimarkt
Die Verkehrsstation Mannheim ARENA/Maimarkt, welche am 10. Dezember 2011 fertig gestellt wurde, löste den Haltepunkt Mannheim Rangierbahnhof Pbf ab, da dieser den Verkehrsspitzen bei Veranstaltungen in der Arena hinsichtlich Sicherheit und Kapazität nicht mehr genügte. Der Neubau war Teil des Ausbaus der S-Bahn RheinNeckar und wurde mit dem Namen Mannheim Sport- und Messepark geplant. Grund des Neubaus waren der schlechte Zustand der alten Bahnsteige sowie der Bau der Multifunktionshalle SAP Arena, welche etwa 500 Meter beziehungsweise fünf Minuten Fußweg weit entfernt ist. Der Bahnhof wird von Regionalzügen und S-Bahnen der Deutschen Bahn AG (DB) angefahren, sowie von Bussen und Bahnen der Rhein-Neckar-Verkehr GmbH (RNV).

## Anlagen
Der Bahnhof Mannheim ARENA/Maimarkt besitzt drei Bahnsteiggleise an einem Seiten- und einem Inselbahnsteig, von denen im Regelverkehr nur die Gleise 1 und 2 genutzt werden. Alle Bahnsteige sind barrierefrei, der Inselbahnsteig ist nur über eine Personenunterführung zu erreichen, welche mit zwei Aufzügen ausgestattet ist.
Der Bahnhof liegt direkt am Mannheimer Rangierbahnhof, auf dessen nördlicher Seite.

## Anbindung an den städtischen Nahverkehr
Direkt nördlich der Eisenbahnstation befinden sich die Wendeschleife und die Endhaltestelle der  Straßenbahnlinie 6/6A sowie die Haltestelle der Buslinien 45 und 50 und der Nachtbuslinie 6. Diese Haltestellen heißen „SAP Arena S-Bahnhof“.
| Linie | Linienverlauf | Takt Mo–Fr | Takt Sa      | Takt So      |
| ----- | --- | ---------- | ------------ | ------------ |
| 6A    | SAP Arena S-Bahnhof – SAP Arena Süd – Neuhermsheim – Fahrlach – Planetarium – Wasserturm – Paradeplatz – LU Rathaus – LU Berliner Platz – LU Rheingönheim → abends und sonntags als Linie E: SAP Arena S-Bahnhof – SAP Arena Süd – Neuhermsheim – Fahrlach – Planetarium – MA Hauptbahnhof – Paradeplatz | 20 Minuten | 20 Minuten   | 30 Minuten   |

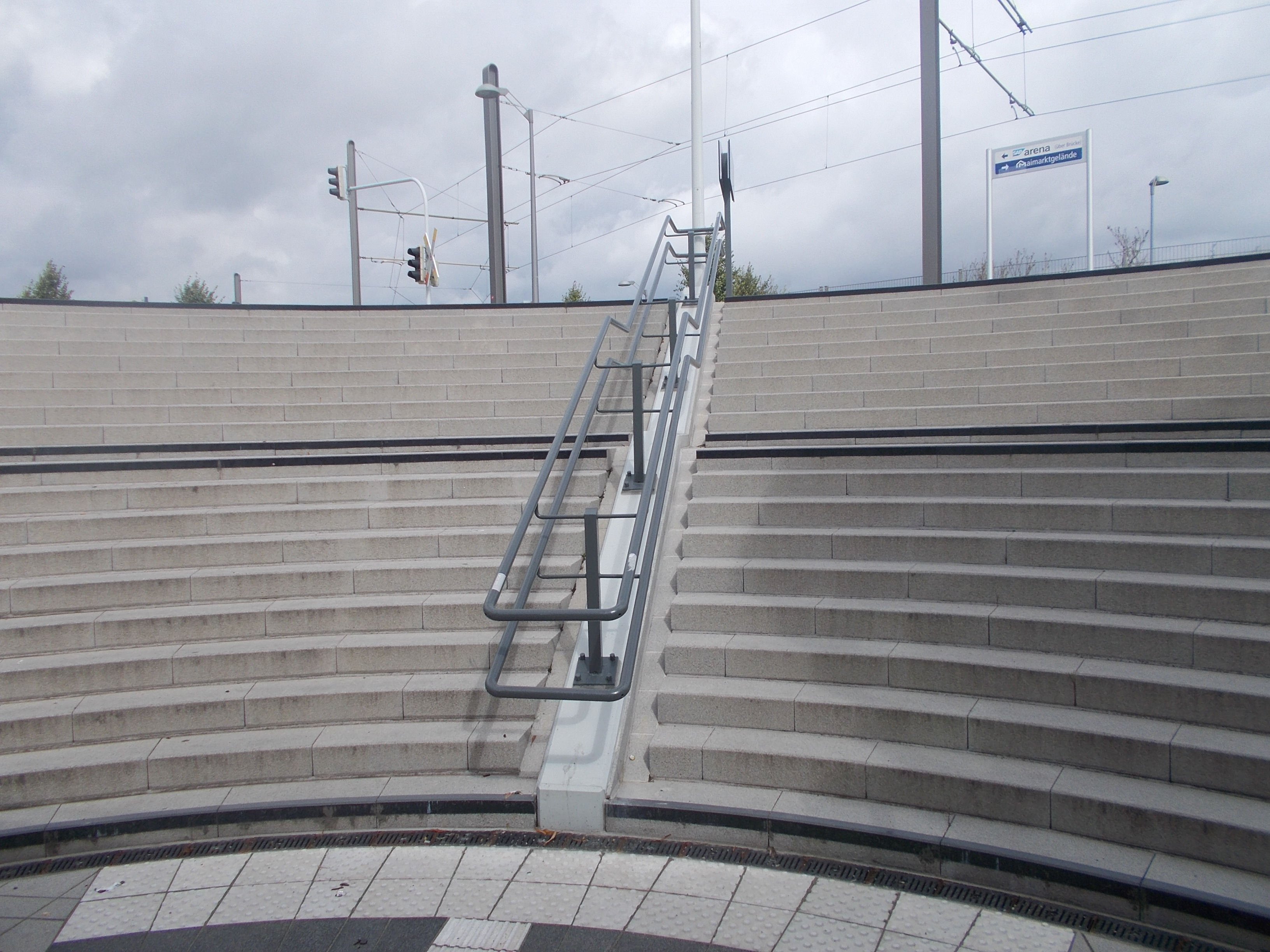
Große Freitreppe am Bahnhof Mannheim Arena/Maimarkt

| 6     | SAP Arena S-Bahnhof – SAP Arena – Neuostheim – Luisenpark/Technosum – Planetarium – Wasserturm – Paradeplatz – LU Rathaus – LU Berliner Platz – LU Rheingönheim (nur nachmittags und bei Veranstaltungen)                                                                                                | 20 Minuten | 20 Minuten   | 20 Minuten   |
| 45    | Rheinau Karlsplatz – SAP Arena S-Bahnhof – SAP Arena – Neuostheim – Käfertal DB-Bahnhof - Käfertal OEG-Bahnhof – Speckweg – Waldhof Bahnhof | 20 Minuten | kein Betrieb | kein Betrieb |
| 50    | Neckarau West – Friedrichstraße – SAP Arena S-Bahnhof – SAP Arena – Neuostheim – (Feudenheim – Wallstadt –) Käfertal DB-Bahnhof – Speckweg – Waldhof Bahnhof – Schönau – Sandhofen | 20 Minuten | 20 Minuten   | 20 Minuten   |

## Informationstafeln
Der Bahnhof besitzt vor dem Eingang der Unterführung eine Elektronische Anzeigetafel, welche Auskunft über die nächsten Abfahrten der Gleise 1 bis 3 gibt. Auch ist diese auf dem jeweiligen Bahnsteig sowie den Straßenbahn- und Bussteigen der RNV vorhanden.

## Architektur
Von der Straßenbahnendhaltestelle gelangt man über eine große Freitreppe in die Bahnhofsunterführung.

## Regional- und Schnellbahnverkehr
| Linie        | Linienverlauf | Takt                         |
| ------------ | --- | ---------------------------- |
| RE 10aRE 10b | Mannheim Hbf – Mannheim ARENA/Maimarkt– Heidelberg – Eberbach / Sinsheim – Bad Friedrichshall – Heilbronn | einzelne Züge im Spätverkehr |
| RB 67RE 60   | Mannheim Hbf – Mannheim ARENA/Maimarkt – Neu-Edingen/Friedrichsfeld – Ladenburg – Weinheim (Bergstr) – Heppenheim (Bergstr) – Bensheim – Darmstadt – Frankfurt Hbf | einzelne Züge im Spätverkehr |
| S 1          | Homburg (Saar) Hbf – Bruchmühlbach-Miesau – Hauptstuhl – Landstuhl – Kindsbach – Einsiedlerhof – Vogelweh – Kennelgarten – Kaiserslautern Hbf – Hochspeyer – Frankenstein (Pfalz) – Weidenthal – Neidenfels – Lambrecht (Pfalz) – Neustadt (Weinstr) Hbf – Neustadt (Weinstr)-Böbig – Haßloch (Pfalz) – Böhl-Iggelheim – Schifferstadt – Limburgerhof – (Ludwigshafen-Rheingönheim – Ludwigshafen-Mundenheim –) (einzelne Züge) Ludwigshafen (Rhein) Hbf – Ludwigshafen (Rhein) Mitte – Mannheim Hbf – Mannheim ARENA/Maimarkt – Mannheim-Seckenheim – Mannheim-Friedrichsfeld Süd – Heidelberg-Pfaffengrund/Wieblingen – Heidelberg Hbf – Heidelberg-Weststadt/Südstadt – Heidelberg-Altstadt – Heidelberg-Schlierbach/Ziegelhausen – Heidelberg Orthopädie – Neckargemünd – Neckargemünd Altstadt – Neckarsteinach – Neckarhausen (b Neckarsteinach) – Hirschhorn (Neckar) – Eberbach – Lindach – Zwingenberg (Baden) – Neckargerach – Binau – Mosbach‐Neckarelz – Mosbach West – Mosbach (Baden) – Neckarburken – Dallau – Auerbach (b Mosbach) – Oberschefflenz – Eicholzheim – Seckach – Zimmern bei Seckach – Adelsheim Nord – Osterburken Stand: Fahrplanwechsel Dezember 2021 | 60 min                       |
| S 2          | Kaiserslautern Hbf – Hochspeyer – Frankenstein (Pfalz) – Weidenthal – Neidenfels – Lambrecht (Pfalz) – Neustadt (Weinstr) Hbf – Neustadt (Weinstr)-Böbig – Haßloch (Pfalz) – Böhl-Iggelheim – Schifferstadt – Limburgerhof – Ludwigshafen-Rheingönheim – Ludwigshafen-Mundenheim – Ludwigshafen (Rhein) Hbf – Ludwigshafen (Rhein) Mitte – Mannheim Hbf – Mannheim ARENA/Maimarkt – Mannheim-Seckenheim – Mannheim-Friedrichsfeld Süd – Heidelberg-Pfaffengrund/Wieblingen – Heidelberg Hbf – Heidelberg-Weststadt/Südstadt – Heidelberg-Altstadt – Heidelberg-Schlierbach/Ziegelhausen – Heidelberg Orthopädie – Neckargemünd – Neckargemünd Altstadt – Neckarsteinach – Neckarhausen (b Neckarsteinach) – Hirschhorn (Neckar) – Eberbach – Lindach – Zwingenberg (Baden) – Neckargerach – Binau – Mosbach‐Neckarelz – Mosbach West – Mosbach (Baden) Stand: Fahrplanwechsel Dezember 2021 | 60 min                       |
| S 3          | Germersheim – Lingenfeld – Heiligenstein (Pfalz) – Berghausen (Pfalz) – Speyer Hbf – Speyer Nord-West – Schifferstadt Süd – Schifferstadt – Limburgerhof – (Ludwigshafen-Rheingönheim – Ludwigshafen-Mundenheim –) (stündlich) Ludwigshafen (Rhein) Hbf – Ludwigshafen (Rhein) Mitte – Mannheim Hbf – (Mannheim ARENA/Maimarkt – Mannheim-Seckenheim –) (stündlich) Mannheim-Friedrichsfeld Süd – Heidelberg-Pfaffengrund/Wieblingen – Heidelberg Hbf – Heidelberg-Kirchheim/Rohrbach – St Ilgen-Sandhausen – Wiesloch-Walldorf – Rot-Malsch – Bad Schönborn-Kronau – Bad Schönborn Süd – Stettfeld-Weiher – Ubstadt-Weiher – Bruchsal – (Bruchsal Bildungszentrum – Untergrombach – Weingarten (Baden) –) (einzelne Züge) Karlsruhe-Durlach – Karlsruhe Hbf Stand: Fahrplanwechsel Dezember 2021 | 30/60 min                    |
| S 4          | Germersheim – Lingenfeld – Heiligenstein (Pfalz) – Berghausen (Pfalz) – Speyer Hbf – Speyer Nord-West – Schifferstadt Süd – Schifferstadt – Limburgerhof – Ludwigshafen-Rheingönheim – Ludwigshafen-Mundenheim – Ludwigshafen (Rhein) Hbf – Ludwigshafen (Rhein) Mitte – Mannheim Hbf – Mannheim ARENA/Maimarkt – Mannheim-Seckenheim – Mannheim-Friedrichsfeld Süd – Heidelberg-Pfaffengrund/Wieblingen – Heidelberg Hbf – Heidelberg-Kirchheim/Rohrbach – St Ilgen-Sandhausen – Wiesloch-Walldorf – Rot-Malsch – Bad Schönborn-Kronau – Bad Schönborn Süd – Stettfeld-Weiher – Ubstadt-Weiher – Bruchsal Stand: Fahrplanwechsel Dezember 2021 | 60 min (morgens/abends)      |
| S 6          | Bensheim – Heppenheim (Bergstr) – Laudenbach (Bergstr) – Hemsbach – Weinheim-Sulzbach – Weinheim (Bergstr) Hbf – (Weinheim-Lützelsachsen –) (einzelne Züge) Heddesheim/Hirschberg – Ladenburg – Neu-Edingen/Friedrichsfeld – Mannheim-Seckenheim – Mannheim ARENA/Maimarkt – Mannheim Hbf – Ludwigshafen (Rhein) Mitte – Ludwigshafen (Rhein) Hbf – Ludwigshafen-Oggersheim – Frankenthal Süd – Frankenthal Hbf – Bobenheim – Worms Hbf – Osthofen – Mettenheim – Alsheim – Guntersblum – Dienheim – Oppenheim – Nierstein – Nackenheim – Bodenheim – Mainz-Laubenheim – Mainz Römisches Theater – Mainz Hbf (← Wiesbaden Hbf) (ein Zug) Stand: Fahrplanwechsel Dezember 2021 | 60 min                       |